# هوانگ هسیائو-ون
هوانگ هسیائو-ون (انگلیسی: Huang Hsiao-wen؛ زادهٔ ۳۱ اوت ۱۹۹۷) بوکسور اهل تایوان است.